# Haruki Muramatsu
Haruki Muramatsu (japanisch 村松 治樹 Muramatsu Haruki; * 15. April 1977 in der Präfektur Iwate) ist ein japanischer Dartspieler.

## Karriere
Muramatsu trat erstmals international in Erscheinung, als er sich im Oktober 2009 überraschend gegen Morihito Hashimoto im PDJ Japanese Qualifier für die PDC-Weltmeisterschaft 2010 durchsetzte. Bei der WM im Alexandra Palace traf Muramatsu in der Vorrunde auf den damals noch ähnlich unbekannten Krzysztof Kciuk aus Polen, den er mit 4:1 besiegte und sich somit für die Hauptrunde qualifizierte. In dieser unterlag er dem Siebtplatzierten der Setzliste Ronnie Baxter mit 0:3 in Sätzen.
Ein Jahr später scheiterte Muramatsu beim Japanischen Qualifier bereits im Viertelfinale. Dafür trat er bei den Japan Open, einem Turnier der World Darts Federation (WDF), an und spielte sich ins Viertelfinale. Im Dezember war Muramatsu dafür Teil des Japanischen Teams beim World Cup of Darts 2010. An der Seite von Taro Yachi traf man in der ersten Runde auf Carlos Rodríguez und Toni Alcinas aus Spanien und verlor mit 3:6.
Im Oktober 2011 gelang ihm erneut über den PDJ Japanese Qualifier die Qualifikation zur Weltmeisterschaft. Bei der PDC World Darts Championship 2012 gewann Muramatsu erneut sein Vorrundenspiel, dieses Mal mit 4:2 gegen den Schweden Dennis Nilsson. In der Hauptrunde durfte Muramatsu dann ein Spiel gegen die Darts-Legende Phil Taylor bestreiten, welches er mit 0:3 verlor.
Kurz darauf fand die zweite Ausgabe des World Cup of Darts 2012 statt. Muramatsu trat erneut – dieses Mal gemeinsam mit Morihito Hashimoto – für Japan an. Die beiden unterlagen jedoch in ihrem ersten Spiel den Schweden Dennis Nilsson und Magnus Caris mit 2:5. Im weiteren Verlauf des Jahres erreichte Muramatsu insbesondere bei den Softdart-Turnieren Asiens die vorderen Plätze, bevor er sich im September zum dritten Mal in seiner Karriere beim PDJ Japanese Qualifier durchsetzen konnte.
Bei der PDC-Weltmeisterschaft 2013 gewann Muramatsu sein Vorrundenspiel gegen den Neuseeländer Dave Harrington mit 4:0. In seinem zweiten Spiel konnte er jedoch erneut keinen Satz verlor mit 0:3 gegen Simon Whitlock. Kurz darauf beim World Cup of Darts 2013 war Muramatsu erneut für Japan am Sart. Zusammen mit Sho Katsumi gewannen die beiden mit 5:4 in ihrem ersten Gruppenspiel gegen Mensur Suljović und Maik Langendorf aus Österreich. In ihrem zweiten Spiel unterlagen sie zwar Phil Taylor und Adrian Lewis mit 2:5, zogen aber dennoch als Gruppenzweiter ins Achtelfinale ein. Dort gewannen sie auch gegen William O’Connor und Connie Finnan aus Irland mit 5:3, womit das Japanische Team erstmals bei diesem Turnier ins Viertelfinale einzog. Damit kam es zum Re-Match gegen die Engländer und auch zu den ersten Einzelspielen Japans bei diesem Turnier. Muramatsu verlor seines zwar mit 1:4 gegen Phil Taylor, da sein Teampartner Kazumi sich jedoch sensationell mit 4:3 gegen Adrian Lewis durchsetzte, musste ein entscheidendes Doppel her. Dieses verloren Katsumi und Muramatsu jedoch mit 2:4 und schieden somit aus.
Beim PDJ Japanese Qualifier 2013 verlor Muramatsu das Finale mit 5:6 gegen Morihiro Hashimoto und konnte sich somit nicht zum dritten Mal in Folge für die WM qualifizieren. Er war jedoch im Juni 2014 wieder beim World Cup of Darts am Start und traf an der Seite von Hashimoto in der ersten Runde auf John Part und Shaun Narain aus Kanada. Die beiden Japaner gewannen und unterlagen daraufhin Nordirland mit 0:2, nachdem Muramatsu mit 1:4 gegen Mickey Mansell und Hashimoto mit 2:4 gegen Brendan Dolan verlor.
Im November 2014 gewann Muramatsu den PDJ Japanese Qualifier wieder und traf bei der PDC World Darts Championship 2015 in der Vorrunde auf den Russen Boris Kolzow. Erstmals verlor Muramatsu dabei sein erstes Spiel mit 2:4 und schied somit vorzeitig aus. Kurz darauf versuchte er sich bei der PDC Qualifying School 2016 und kam dabei zweimal ins Achtelfinale. Dieses Ergebnis reichte aus, um auf Platz neun der Q-School Order of Merit eine Tour Card für zwei Jahre zu erspielen. Er setzte die Tour Card jedoch im ersten Jahr kaum ein und errang bei keinem Pro Tour-Turnier Preisgeld. Im Juni 2015 spielte Muramatsu wieder beim World Cup of Darts mit und gewann mit Morihiro Hashimoto zusammen das erste Spiel mit 5:0 gegen Jun Cheng und Xuejie Huang aus China. Danach im Achtelfinale verloren sie erneut gegen Taylor und Lewis aus England. Muramatsus Einzel ging dabei gegen Taylor mit 0:4 verloren.
Kurz darauf gab Muramatsu sein Debüt auf der World Series of Darts. Bei den Japan Darts Masters 2015 traf dieser in seinem ersten Spiel auf Peter Wright und unterlag mit 1:6. Er verpasste daraufhin auch die erneute Qualifikation für die WM.
Beim World Cup of Darts 2016 trat Muramatsu gemeinsam mit Keita Ono an. Die beiden verloren jedoch ihr erstes Spiel gegen Brendan Dolan und Daryl Gurney mit 2:5. Auch beim Tokyo Darts Masters 2016 war Muramatsu wieder dabei und verlor mit 2:6 gegen Phil Taylor. Er spielte in diesem Jahr auch mehr Turniere der PDC Pro Tour 2016, errang jedoch erneut kein Preisgeld und gab die Tour Card somit wieder ab.
Bei der Q-School 2017 konnte sich Muramatsu diese auch nicht zurückgewinnen. Er rückte daraufhin jedoch mehrfach auf die Players Championships nach und konnte dabei auch erstmals Preisgeld gewinnen. Beim World Cup of Darts 2017 unterlagen Muramatsu und Yuki Yamada mit 3:5 gegen Cristo Reyes und Toni Alcinas aus Spanien. Auch auf der Challenge Tour versuchte er sich, errang jedoch wenig Erfolge. Seine Teilnahme an den Shanghai Darts Masters blieb ebenfalls erfolglos. Mit 0:6 unterlag er Peter Wright. Beim PDJ Japanese Qualifier scheiterte Muramatsu im Halbfinale und konnte sich damit erneut nicht für die WM qualifizieren.
Bei der Q-School 2018 kam Muramatsu erneut einmal ins Achtelfinale, was wieder nicht reichte, um eine Tour Card zu erringen. Bei seiner achten Teilnahme am PDC World Cup of Darts spielte er gemeinsam mit Seigo Asada. Die beiden schlugen überraschend die an Acht gesetzten Österreicher Mensur Suljović und Zoran Lerchbacher mit 5:4. Im Achtelfinale trafen sie auf Kanada. Asada setzte sich dabei im ersten Spiel mit 4:3 gegen John Part durch, bevor Muramatsu mit 4:0 gegen Dawson Murschell gewann und die beiden somit zum zweiten Mal Japan ins Viertelfinale brachten. Die Topgesetzten Schotten bedeuteten jedoch die Endstation für Japan, da sowohl Peter Wright gegen Asada als auch Gary Anderson gegen Muramatsu mit 0:4 gewannen. Auf der neu etablierten PDC Asian Tour war Muramatsu erfolgreich unterwegs und erreichte zweimal das Halbfinale.
Im Februar 2019 konnte er auf der Asian Tour in Japan sogar gewinnen, indem er mit 5:3 Seigo Asada besiegte. Beim World Cup of Darts 2019 waren beide wieder als Team unterwegs. Sie gewannen ihr Auftaktmatch mit 5:4 gegen Dyson Parody und Anthony Lopez aus Gibraltar, bevor sie sich im Achtelfinale auch gegen Singapur durchsetzten. Asada schlug dafür Paul Lim mit 4:3 und Muramatsu mit 4:2 gegen Harith Lim. Im Viertelfinale gegen Neuseeland setzte sich Asada in seinem Einzel gegen Cody Harris mit 4:1 durch. Muramatsu hatte es gegen Haupai Puha nicht so einfach, gewann aber dennoch mit 4:3 und sorgte damit für das erstmalige Einziehen Japans ins Halbfinale des World Cup. Gegen die Schotten Gary Anderson und Peter Wright hatten sie jedoch erneut keine Chance und unterlagen jeweils in ihren Einzeln.
Auf der Asian Tour kam Muramatsu daraufhin noch einmal ins Halbfinale, dann unterbrach die COVID-19-Pandemie den Turnierkalender im asiatischen Dartsport. Er trat erst beim PDJ Japanese Qualifier 2022 wieder groß in Erscheinung, indem er das Viertelfinale erreichte. Bei der darauffolgenden PDC Asian Tour gewann Muramatsu Turnier nummer drei mit 5:4 gegen Lourence Ilagan. Auch im weiteren Verlauf erzielte er gute Ergebnisse, sodass er sich für die PDC Asian Championship 2023 qualifizierte.
Bei der Asiatischen Meisterschaft gewann er seine Vorrundenspiele gegen Hasan Jaafar und Mitsumasa Hoshino und zog somit ins Achtelfinale ein. In der K.-o.-Runde gewann er nacheinander gegen Alex Tagarao, Raymond Copano und Motomu Sakai und zog somit ins Finale ein, womit er sich für die PDC World Darts Championship 2024 qualifizierte. Das Finale gewann er daraufhin mit 7:6 gegen Sandro Eric Sosing und qualifizierte sich dadurch ebenfalls für den Grand Slam of Darts 2023.
Dort konnte Muramatsu keines seiner drei Gruppenspiele für sich entscheiden. Er unterlag mit 3:5 Danny Noppert, verlor gegen Brendan Dolan mit 2:5 und beendete die Gruppenphase mit einem 1:5 gegen Andrew Gilding. Bei der PDC World Darts Championship 2024 verlor Muramatsu sein Erstrundenmatch gegen Scott Williams mit 1:3 in Sätzen.
Kurz darauf durfte Muramatsu als Vertreter des Asiatischen Kontinents beim Bahrain Darts Masters an den Start gehen. Dabei erregte er Aufsehen, indem er das höchste Finish im Dartsport, 170 Punkte, auschecken konnte. Er verlor dennoch seine Erstrundenpartie gegen Peter Wright, wenn auch knapp mit 5:6. Auf der PDC Asian Tour stand Muramatsu zweimal im Finale, bevor er das letzte der Turniere am 6. Oktober 2024 gewinnen konnte. Für die PDC Asian Championship 2024 war Muramatsu daraufhin an Position fünf gesetzt. Überraschend verlor er jedoch beide Gruppenspiele gegen John Ray Sajol und John Mark Bracero von den Philippinen mit jeweils 1:5.
Im Mai 2025 stand Muramatsu bei den Ulaanbaatar Open, einem Bronze-Turnier der World Darts Federation (WDF), im Finale. Er verlor jedoch gegen Landsmann Yuta Hayashi mit 3:5.

## Weltmeisterschaftsresultate
- 2010: 1. Runde (0:3-Niederlage gegen  Ronnie Baxter)
- 2012: 1. Runde (0:3-Niederlage gegen  Phil Taylor)
- 2013: 1. Runde (0:3-Niederlage gegen  Simon Whitlock)
- 2015: Vorrunde (2:4-Niederlage gegen  Boris Kolzow)
- 2024: 1. Runde (1:3-Niederlage gegen  Scott Williams)